# Diario de Mallorca
El Diario de Mallorca es un periódico español, uno de los más importantes y relevantes de la isla de Mallorca, en Baleares. Esta publicación, propiedad de la empresa Editora Balear S.A., pertenece al grupo Prensa Ibérica, presidido por Francisco Javier Moll de Miguel. Cuenta con tres delegaciones en la isla ubicadas en Palma, Inca y Manacor. En 2006 recibió el premio Ortega y Gasset y el premio del Consejo General de la Abogacía por desvelar una trama internacional de la CIA de secuestros en aviones, trabajo firmado por los periodistas Matías Vallés, Marisa Goñi y Felipe Armendáriz. Anualmente recibe varios galardones internacionales por la excelencia en el diseño.

## Origen
El actual Diario de Mallorca es la cuarta publicación que ostenta esta cabecera, los periódicos anteriores surgieron en 1808, 1874 y 1900. La cabecera nació el 2 de junio de 1953, fruto de la fusión entre Correo de Mallorca, de signo católico y conservador, y el periódico ilustrado y liberal La Almudaina. Recogía así el legado de dos periódicos que habían tenido una fuerte incidencia social. Las penurias de la posguerra fueron especialmente graves para El Correo de Mallorca y La Almudaina, que no pudieron remontar la adversa coyuntura histórica. En 1951 se constituyó la empresa Prensa Mallorquina S.A., que se hizo con el control de los dos periódicos. Dos años después, los problemas y la falta de perspectivas económicas acabaron conduciendo a la convergencia de ambas publicaciones.

## Etapas y directores
El primer director de Diario de Mallorca fue Antonio Sabater, un hombre de firmes ideas religiosas, que estuvo al frente de la publicación desde 1953 a 1968, año de su jubilación. Solía escribir una columna de opinión titulada Brújula, ya que solía titular las secciones con nombres marineros.
El periódico nació con una inequívoca definición del signo católico. Esta conjunción de una idea católica, moderada pero al mismo tiempo liberal y respetuosa con los derechos fundamentales, caracterizó su estilo desde los primeros días. La jerarquía eclesiástica de aquellos primeros años 50 estaba muy marcada todavía por los años de la Guerra Civil y la posterior Guerra Mundial. La actualidad política solo tenía un hombre: Franco. Hacía ya más de una década que la Guerra Civil había terminado, pero la actualidad nacional repetía una y otra vez las consignas y verdades oficiales del conflicto. En general, los años 50 estuvieron dominados por la guerra civil y el miedo permanente a un conflicto nuclear entre EE. UU. y la URSS. Las páginas de esta cabecera revelaban por sus gráficos, sus artículos e incluso sus chistes, aquella espada de Damocles de un holocausto con la que había que convivir con fuerza. El turismo ya era una realidad emergente de la época, lo que explica que los grandes reportajes de nuevos establecimientos hoteleros fuesen frecuentes en sus páginas. Además, muchas de las secciones se caracterizaban por ser textos breves y muchas veces bajo el prisma de lo amable o incluso lo anecdótico.
La década de los 60 estuvo determinada por aquello que, en términos, se llamó el desarrollo cuyo significado se refería a la salida del túnel de la postguerra, es decir, el despegue económico y la creación de riqueza. El crecimiento turístico producía una sensación de éxito y prosperidad que se contagió a las informaciones. Los titulares triunfalistas, como Palma de Mallorca, centro preferido del turismo internacional o Mallorca es el paraíso del turista se repetían día tras día. Sin lugar a dudas, el Aeropuerto de Son Sant Joan fue el protagonista de la época. Esta actualidad amable y optimista coincidió, además, con el cambio de propietario La Editorial Mallorquina pasaba por serias dificultades para seguir adelante con la publicación y en 1963 se vio obligada a reducir el formato a la mitad debido al encarecimiento del papel. Pero en 1966 se constituyó Editora Balear, presidida por Francisco Salva, lo que supuso numerosas mejoras como campañas publicitarias y la  adquisición de nueva maquinaria y furgonetas para el reparto.https://www.linkedin.com/company/968453/
Tras la jubilación de Antonio Sabater, que continuó colaborando en el periódico sobre todo en las secciones de agricultura y ganadería, tomó su relevo Gaspar Reynés Quintana, quien anteriormente había dirigido La Almudaina hasta su desaparición. Gaspar fue un periodista muy comprometido con el mundo de la historia y la cultura. El boom de los 60 causó en la vida ciudadana euforias y tensiones. Aumentaba sin cesar la población y la piqueta se llevaba por delante viejos edificios de Palma. Las páginas del Diario de Mallorca iban mostrando progresivamente la asunción de muchos de los problemas que la nueva situación planteaba. En los años 60, la cabecera contó con articulistas de excepción. Entre ellos, Josep Melià que hacía sus primeras incursiones en el mundo del periodismo y que años más tarde ocuparía cargos políticos destacados en Unión de Centro Democrático (UCD).
En los años 70, los acontecimientos trascendentales se sucedían uno tras otro. Y el país entero se enfrentaba a un momento decisivo: la muerte de Franco y el cambio de régimen. El periódico se colocó a la cabeza de la prensa independiente y fue bastante crítico con el tardofranquismo. La cabecera se convirtió en un paradigma para la lucha por la libertad de expresión. Fue un momento decisivo tanto para el periódico como para el país.
En 1972, Antonio de Padua Alemany Dezcallar, que se inició en el diario como articulista y más tarde como responsable de las páginas de opinión, fue nombrado director convirtiendo así el periódico en un punto de referencia para la prensa nacional. Alemany estuvo al frente del periódico en los momentos que defendía una postura democrática, liberal y europeísta frente a las amenazas del tardofranquismo. Ello le valió varios enfrenamientos con la administración y la prensa del movimiento. Estuvo rodeado por un equipo, que en buena parte perduraría muchos años, como Xim Rada, Román Orozco, Sebastià Verd, Joana Maria Roque, Jacint Planes o Enrique Merino, entre otros. Durante la época de Alemany, Diario de Mallorca dejó las instalaciones de La Rambla para inaugurar el edificio de la calle Conflent. En 1976 Alemany decidió dejar la dirección para dedicarse a otras publicaciones.
Joaquín Morales de Rada, conocido con el seudónimo Xim Rada, sucedió a Antonio Alemany en la dirección de la publicación. Morales condujo la publicación en los años de la transición, en momentos históricos como las primeras elecciones democráticas o la llegada al poder de los socialistas. Junto con Andrés Ferret, consolidó una línea editorial de centro-derecha en aquellos episodios transcendentales de la vida política. Con él también llegó una nueva generación de periodistas, como Carlos Garrido, Jordi Bayona, Jerónimo Blanco o Ginas Garcías, entre otros. Morales fue un periodista de la vieja escuela, que estuvo al frente del periódico hasta 1985, cuando Carlos Garrido, como subdirector, ejerció la dirección durante unos meses, hasta la llegada de Juan Antonio Fuster.
Con la llegada de Juan Antonio Fuster, como director, fue el encargado de la informatización del diario. Durante años estuvo al frente del diario, se incorporó una nueva generación de periodistas entre los que destacan Joan Riera, Felipe Armendáriz, Antonio Ruíz o Matías Valles. En marzo de 1991, Jordi Bayona era nombrado nuevo director del Diario de Mallorca. Bayona apostó por el periodismo de proximidad potenciando las informaciones de los pueblos de la part forana. Jordi Bayona dejó su cargo en 1992, coincidiendo con el cambio de propiedad de Editora Balear.
En noviembre de 1991, Prensa Ibérica adquiría la mayoría de las acciones de Editora Balear, con lo que se producía un cambio histórico en la trayectoria de la publicación. Ello coincide con la última fase del nuevo edificio situado en el Polígono de Levante, y con un plan muy ambicioso de modernización integral del diario. En marzo de 1992, Pedro Pablo Alonso era nombrado director del periódico hasta el 2000, cuando pasó a dirigir Faro de Vigo.
El periódico de los años 90 renovó profundamente el abanico de colaboradores y secciones. Destaca la incorporación de Camilo José Cela, que se unió a un espacio de opinión caracterizado por firmas como las de José Carlos Llop, Eduardo Jordà y Gabriel Galmés.
El 28 de abril de 2000, José Eduardo Iglesias se hacía con la dirección de Diario de Mallorca llevando a cabo un nuevo y profundo proceso de modernización del periódico. En este período se amplió la nómina de nuevos periodistas en la Redacción y, en cuanto a opinión, colaboraron escritores como Maria Pau Janer, Gregori Mir y el sociólogo Sami Naïr. Además se incorporaron firmas como las de Gabriel Janer Manila, Carlos Garrido, Gustavo Catalán, Miguel Dalmau o el diplomático Jorge Dezcallar. En la época de Iglesias se refuerza la línea de investigación periodística en la Redacción: entre otros temas locales de denuncia, el diario desvela la trama de los vuelos de la CIA y consigue el Premio Ortega y Gasset a la investigación. 
En el 2009, Pedro Pablo Alonso volvió a la publicación como director, y en 2016 tomó el relevo Maria Ferrer, hasta 2020 en que Marisa Goñi fue nombrada directora, hasta la actualidad. 

## Aspectos técnicos y evolución

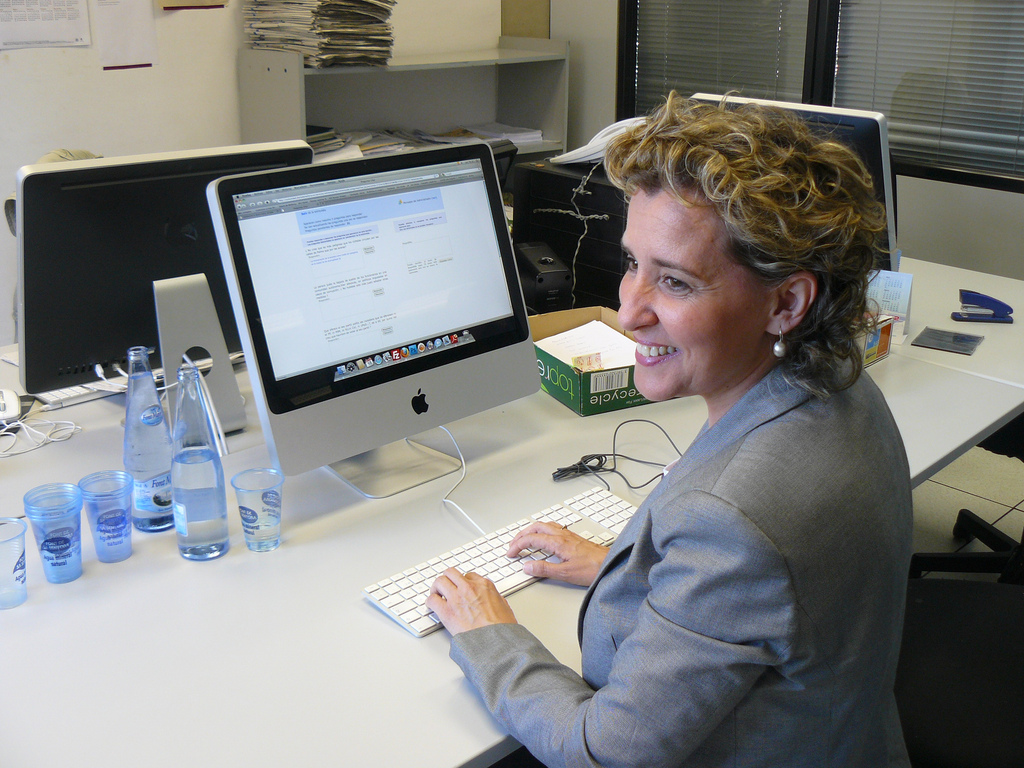
Contestando preguntas de los internautas en la edición web de Diario de Mallorca.

Ya en la década de los 50, los periódicos ensayaban las primeras técnicas de infografía. Acontecimientos como la guerra de Corea, la crisis de Suez o Formosa, eran explicadas por medio de gráficos y dibujos. Pese a la escasez de recursos, Diario de Mallorca, también presentaba a sus lectores algunas técnicas gráficas del momento. La publicidad de la época, tanto por su estética como sus contenidos, recordaba el mundo de la posguerra. Por aquel entonces ya se anunciaban los grandes adelantos en el campo de los electrodomésticos como refrigeradoras, tocadiscos o máquinas de coser. En 1966 con la constitución de Editora Balear, el periódico adquirió un aspecto más moderno y desenfadado acorde con los nuevos tiempos: la tristeza grisácea quedaba definitivamente atrás.
En la década de los 60, la nueva hornada de reporteros alimenta secciones como Stop o Paralelo 39º, donde se alternaban los temas de fondo con entrevistas o curiosidades. Eran temas muy espectaculares que tenían un gran tratamiento gráfico y un estilo rápido e incisivo. En un momento que la prensa vivía el boom de la normalización democrática, Diario de Mallorca decidió llevar a cabo una modernización de sus contenidos y presentaciones. Xim Rada, director en aquel momento, modificó el formato del periódico, de acuerdo a las nuevas tendencias: titulares más pequeños, más texto, menos fotografías.  Además potenció los suplementos dominicales y de contenido cultural.
A finales de los 80, el periódico se informatizo para ganar agilidad y modernidad. Juan Antonio Fuster fue el responsable del rediseño del periódico con criterios más modernos y creó la popular sección Llama la atención. Cuando Prensa ibérica adquiría la mayoría de acciones de la Editora Balear, propietaria de la publicación, Diario de Mallorca estrenó maquetación, reorganizó integralmente la redacción aplicando las tecnologías más modernas, inauguró nueva sede y pisó en marcha promociones y publicaciones. En 1992, la publicación presentaba un nuevo diseño: un mayor empleo de color, nueva distribución de blancos y la tipografía, nuevas secciones, la actualización incluso de la cabecera, que manteniendo las características gráficas de la mancheta tradicional, introducía un tratamiento más actual.
Durante la dirección de José Eduardo Iglesias se llevó a cabo una nueva modernización del periódico. Las páginas de Actual se convierten en cuadernillo, se crea el suplemento FND de agenda de fin de semana, aparece el suplemento dominical La Almudaina, las cartas al director pasan a llamarse El Correo de Mallorca en honor a la antigua cabecera, se amplia y documenta la agenda y se incorporan los datos prácticos como teléfonos o sitios Web al final de las informaciones. 
A finales de 2010, se modifica el proyecto gráfico, basado en la Times y la Frutiger. El nuevo diseño está basado en el proyecto común de los periódicos del Grupo Editorial Prensa Ibérica en el Mediterráneo cuyas tipografías son Utopía STD y Amplitude. Como curiosidad, Diario de Mallorca es 30 milímetros más alto que el resto de cabeceras del grupo.

## Directores
- Antonio Sabater (1953-1968)
- Gaspar Reynés Quintana (1968-1972)
- Antonio Alemany Dezcallar (1972-1976)
- Joaquín Morales de Rada (1976-1985)
- Joan Antonio Fuster (1985-1991)
- Jordi Bayona (1991-1992)
- Pedro Pablo Alonso (1992-2000)
- José Eduardo Iglesias (2000-2009)
- Pedro Pablo Alonso (2009-2016)
- María Ferrer Oliver (2016- 2020)
- Marisa Goñi (2020- )